# Шивон Феллон
Шиво́н Фе́ллон Го́ґан (англ. Siobhan Fallon Hogan; нар. 12 травня 1961, Сірак'юс, Нью-Йорк, США) — американська акторка, комедіантка і співачка. У США найбільш відома як учасниця гумористичного телешоу «Суботнього вечора в прямому ефірі» початку 1990-х років.
Шивон Феллон виконала кілька ролей другого плану у відомих блокбастерах та телесеріалах, серед яких «Люди в чорному», «Форрест Ґамп», «Сайнфелд», «Замерзла з Маямі», «Вейворд Пайнс». Також знялася в кількох іноземних фільмах, включно із роботами Ларса фон Трієра («Дім, який побудував Джек», «Доґвіль» і «Танцюристка в темряві») та Міхаеля Ганеке («Забавні ігри»).

## Життєпис
Народилася 12 травня 1961 року в місті Сірак'юс, штат Нью-Йорк. Акторську кар'єру розпочала 1989 року.
Чоловік — Пітер Гоґан; діти: син Пітер і дочки — Шинейд і Бернадет

## Фільмографія
| Рік       |    | Українська назва                          | Оригінальна назва                       | Роль                                               |
| --------- | -- | ----------------------------------------- | --------------------------------------- | -------------------------------------------------- |
| 2021      | ф  | Великий червоний пес Кліффорд             | Clifford the Big Red Dog                | Петра                                              |
| 2020      | ф  |                                           | Rushed                                  | Барбара О'Браєн                                    |
| 2020      | с  | Особисте життя                            | Love Life                               | Терапевтка (2 епізоди)                             |
| 2019      | ф  |                                           | The Shed                                | Шериф Дорні                                        |
| 2019      | ф  |                                           | Yes                                     | Джекі Розенгафт                                    |
| 2019      | с  | Що ми робимо у тінях                      | What We Do in the Shadows               | Працівниця служби контролю за тваринами (1 епізод) |
| 2019      | с  | Темна/мережа                              | Dark/Web                                | Еллен (1 епізод)                                   |
| 2018      | ф  | Річард говорить «Прощавай»                | The Professor                           | Донна                                              |
| 2018      | с  | Елементарно                               | Elementary                              | Сільвія Козар (1 епізод)                           |
| 2018      | ф  | Дім, який побудував Джек                  | The House That Jack Built               | Пані                                               |
| 2018      | с  | Мільярди                                  | Billions                                | Піклувальниця (1 епізод)                           |
| 2018      | ф  | Приватне життя                            | Love Life                               | Бет                                                |
| 2017      | ф  |                                           | Weightless                              | Керол                                              |
| 2017      | с  |                                           | It Makes A Sound                        | Тріша Елвуд                                        |
| 2017      | ф  | Красиво піти                              | Going in Style                          | Мітци                                              |
| 2017      | с  | Американські боги                         | American Gods                           | Жінка в аеропорту (1 епізод)                       |
| 2017      | с  | МакГайвер                                 | MacGyver                                | Айлен Прескін (1 епізод)                           |
| 2016      | с  | Скорпіон                                  | Scorpion                                | Джойс Лінеган (3 епізоди)                          |
| 2015—2016 | с  | Вейворд Пайнс                             | Wayward Pines                           | Арлін Моран (16 епізодів)                          |
| 2016      | ф  |                                           | All We Had                              | Пані Франкфурт                                     |
| 2016      | кф |                                           | Conundrums                              | Мати-настоятелька                                  |
| 2012      | с  |                                           | Fred: The Show                          | Гільда Фіґґльгорн (13 епізодів)                    |
| 2012      | тф |                                           | Fred 3: Camp Fred                       | Гільда, мати Фреда                                 |
| 2011      | ф  | Одного разу цей біль принесе тобі користь | Someday This Pain Will Be Useful to You | Пані Брімер                                        |
| 2011      | тф |                                           | Fred 2: Night of the Living Fred        | Мати Фреда                                         |
| 2011      | ф  | Щось не так з Кевіном                     | We Need to Talk About Kevin             | Ванда                                              |
| 2011      | ф  |                                           | Another Happy Day                       | Бонні                                              |
| 2010      | с  | The Whole Truth                           | Суддя Женев'єва Коффлунд (1 епізод)     |                                                    |
| 2010      | тф |                                           | Fred: The Movie                         | Мати Фреда                                         |
| 2010      | кф |                                           | The Secret Friend                       | Джулі                                              |
| 2010      | с  |                                           | Sonny with a Chance                     | Белла (1 епізод)                                   |
| 2010      | ф  | Полювання на колишню                      | The Bounty Hunter                       | Тереза                                             |
| 2009      | ф  | Замерзла з Маямі                          | New in Town                             | Бланш Ґундерсон                                    |
| 2008      | ф  | Ой, матінко                               | Baby Mama                               | Тренерка з пологів                                 |
| 2007      | ф  | Забавні ігри                              | Funny Games                             | Бетсі                                              |
| 2007      | с  | 30 потрясінь                              | 30 Rock                                 | Патрісія (1 епізод)                                |
| 2006      | ф  | Павутиння Шарлотти                        | Charlotte’s Web                         | Едіт Цукерман                                      |
| 2006      | ф  |                                           | I'll Believe You                        | Ларрі Джин                                         |
| 2005      | ф  | Бейсбольна лихоманка                      | Fever Pitch                             | Лана                                               |
| 2004      | с  |                                           | Rescue Me                               | Філліс / Дружина Кенні (3 епізоди)                 |
| 2003      | ф  | Доґвіль                                   | Dogville                                | Марта                                              |
| 2000—2003 | с  | Закон і порядок: Спеціальний корпус       | Law & Order: Special Victims Unit       | Лінда Леґґат / Мелісса Реє (2 епізоди)             |
| 2003      | ф  | Черговий тато                             | Daddy Day Care                          | Пеґґі                                              |
| 2003      | ф  | Скарб                                     | Holes                                   | Мати Стенлі                                        |
| 2002      | ф  |                                           | Big Trouble                             | Агентка авіакомпанії                               |
| 2001      | ф  |                                           | Rain                                    | Клара-барменка                                     |
| 2001      | ф  | Що могло бути гірше?                      | What's the Worst That Could Happen?     | Едвіна                                             |
| 2000      | с  | Третя зміна                               | Third Watch                             | Аннет (1 епізод)                                   |
| 2000      | ф  | Танцюристка в темряві                     | Dancer in the Dark                      | Бренда                                             |
| 2000      | ф  |                                           | The Photographer                        | Божевільна жінка                                   |
| 2000      | ф  | У топці                                   | Boiler Room                             | Мішель, керівниця Гаррі                            |
| 1998      | ф  | Перемовник                                | The Negotiator                          | Меґґі                                              |
| 1998      | ф  |                                           | A Cool, Dry Place                       | Шарлотта                                           |
| 1998      | ф  | Плем'я Криппендорфа                       | Krippendorf's Tribe                     | Лорі                                               |
| 1997      | ф  | Люди в чорному                            | Men in Black                            | Беатріс                                            |
| 1997      | с  |                                           | Feds                                    | Шерон Фельдман (1 епізод)                          |
| 1997      | ф  | Поспішиш — людей насмішиш                 | Fools Rush In                           | Лені                                               |
| 1997      | ф  |                                           | Nick and Jane                           | Джулі                                              |
| 1996      | ф  |                                           | Good Money                              | Шивон                                              |
| 1996      | ф  | Стриптиз                                  | Striptease                              | Ріта Ґрант                                         |
| 1995      | ф  | Присяжний                                 | Jury Duty                               | Гетер                                              |
| 1994      | ф  | Тільки ти                                 | Only You                                | Леслі                                              |
| 1994      | ф  | Форрест Ґамп                              | Forrest Gump                            | Водійка шкільного автобуса                         |
| 1991—1994 | с  | Сайнфелд                                  | Seinfeld                                | Тіна (3 епізоди)                                   |
| 1994      | ф  | Газета                                    | The Paper                               | Ліза                                               |
| 1994      | ф  |                                           | Greedy                                  | Тіна                                               |
| 1991—1992 | с  | Суботнього вечора в прямому ефірі         | Saturday Night Live                     | Різні дійові особи (20 епізодів)                   |
| 1990—1991 | с  |                                           | Haywire                                 | Різні дійові особи (2 епізоди)                     |
| 1991      | с  |                                           | Baby Talk                               | Дівчинка (голос, 1 епізод)                         |
| 1991      | тф |                                           | Adventures in Romance                   |                                                    |
| 1991      | с  |                                           | Babes                                   | Керін (1 епізод)                                   |
| 1990      | с  | Золоті дівчата                            | The Golden Girls                        | Еббі (1 епізод)                                    |
| 1989      | с  |                                           | The Unnaturals                          | Різні дійові особи                                 |

## Нагороди і номінації
| Рік  | Премія                  | Організація (фестиваль)                 | Номінація                                                 | Робота                  | Результат |
| ---- | ----------------------- | --------------------------------------- | --------------------------------------------------------- | ----------------------- | --------- |
| 2001 | «Хлотрудіс»             | Chlotrudis Society for Independent Film | Найкраща акторка другого плану                            | «Танцюристка в темряві» | Номінація |
| 2001 | «Роберт»                | Danish Film Awards                      | Найкраща акторка другого плану (Årets kvindelige birolle) | «Танцюристка в темряві» | Номінація |
| 2019 | «За життєві досягнення» | Garden State Film Festival              |                                                           |                         | Перемога  |
| 2015 | «Гонорія»               | «Дух Нью-Джерсі» (Spirit of New Jersey) |                                                           |                         | Перемога  |
| 2017 | «Софія»                 | Syracuse International Film Festival    |                                                           | За особливі досягнення  | Перемога  |